# Thomas Cech
Thomas Robert Cech (n. 8 decembrie 1947, Chicago, Illinois, SUA) este un chimist american, laureat al Premiului Nobel pentru chimie (1989).